# Chisato Hoshi
Chisato Hoshi (jap. 星 千智, Hoshi Chisato; * 26. September 1995 in Hakusan) ist eine japanische Badmintonspielerin. 

## Karriere
Chisato Hoshi startete 2011, 2012 und 2013 bei den Badminton-Juniorenweltmeisterschaften. Bei der Japan Super Series 2013 stand sie im Achtelfinale, während sie bei den Dutch Open 2013, den Swiss Open 2014 und den Chinese Taipei Open 2014 bereits in der ersten Runde ausschied. Bei den Polish Open 2014 belegte sie Rang zwei.
Sie spielt seit April 2014 für Nihon Unisys.